# 第3機甲師団 (ヨルダン陸軍)
アブドゥッラー2世第3機甲師団（アブドゥッラー2せいだい3きこうしだん、阿: 3فرقةالملكعبداللهالثانيالمدرعة）は、ヨルダン陸軍の機甲師団である。1969年に編制され、2018年に非活性化された。

## 概要
ヨルダン陸軍の戦略予備として、首都アンマン北東のザルカと南のカトラネ間に展開していた。このうち、カトラネは死海湖岸沿いの進攻経路に対する戦略的要衝となっていたことから、隷下の第40機甲旅団が駐屯していた。
アメリカ合衆国の軍事アナリストであるケネス・M・ポラックは、2002年に「1948年から1956年の期間中、アラブ軍団（現ヨルダン軍）は他のアラブ諸国軍より遥かに優秀だった」と評しており、敵対するイスラエルは最大の脅威と捉えていた。しかし、1956年以降、ヨルダン軍の能力が低下し始めたなかにおいても、第3機甲師団隷下では第40機甲旅団が高い練度を維持しており、1973年の第四次中東戦争では同旅団がゴラン高原戦線に派遣されてシリア軍を支援し、イスラエル軍との戦闘で重要な役割を果たした。
1992年1月にアブドゥッラー2世国王が同旅団隷下の第2王立機甲大隊の大隊長に就任し、1993年には大佐となった。
2018年には部隊改編に伴い、師団司令部と隷下の第91王立機甲旅団が非活性化され、第40及び第60機甲旅団等がヨルダン中央軍団隷下に編入された。

## 非活性化時の部隊編成
- 第3機甲師団司令部
  - 第3通信群
  - 野戦偵察大隊
  - フセイン国王第40機甲旅団
    - 旅団本部
    - 通信中隊
    - 近衛第3機械化歩兵大隊 - AIFV、M113
    - 第3王立戦車大隊 - アル・フセイン
    - 第5王立戦車大隊 - アル・フセイン
    - 役務中隊
    - 衛生中隊
    - 旅団整備工場

  - 第91王立機甲旅団
    - 旅団本部
    - 通信中隊
    - アリ国王第5機械化歩兵大隊 - AIFV、M113
    - 第10王立戦車大隊 - アル・フセイン
    - 第11王立戦車大隊 - アル・フセイン
    - 役務中隊
    - 衛生中隊
    - 旅団整備工場

  - 師団砲兵
    - 師団砲兵本部
    - 第2自走砲大隊 - M109A3L
    - 第7自走砲大隊 - M109A3L
    - 第23自走砲大隊 - M109A3L
    - 第24重砲大隊 - M110A2

  - 第3王立野戦防空群
    - 群本部
    - 通信中隊
    - 第4野戦防空大隊 - 9K33、9K35、ZSU-23-4、M163、ゲパルト
    - 第73野戦防空大隊 - 9K33、9K35、ZSU-23-4、M163、ゲパルト

  - 師団工兵大隊
  - 補給輸送大隊
  - 管理輸送大隊
  - 衛生支援群
  - 工事群
  - 整備群
  - 師団訓練センター

## 主要装備
- アル・フセイン戦車
- M113A2装甲兵員輸送車
- AIFV歩兵戦闘車
- M106A2 107mm自走迫撃砲（英語版）
- M109A3L 155mm自走榴弾砲
- M110A2 203mm自走榴弾砲
- M901自走対戦車ミサイル
- M163対空自走砲
- ゲパルト自走対空砲
- ZSU-23-4自走対空砲
- 9K33自走地対空ミサイル
- 9K35自走地対空ミサイル
- M577A2移動指揮車
- M88装甲回収車
- M578軽回収車
- チーフテン ARV装甲回収車
- YPR-806装甲回収車
- ハンヴィー
- M35 2.5tトラック
- FMTVトラック
- M113A2装甲救急車
- M997救急車
- キャタピラー D6装甲ブルドーザー（英語版）
- キャタピラー D7G/R装甲ブルドーザー（英語版）
- キャタピラー D8R装甲ブルドーザー（英語版）
- キャタピラー D9装甲ブルドーザー（英語版）
- コマツ D155A装甲ブルドーザー
- CAT 924Hホイールローダー
- CAT 966Hホイールローダー
- 油圧ショベル
- バックホー
- モーターグレーダー
- ダンプカー